# Middletown Springs
Middletown Springs és una població dels Estats Units a l'estat de Vermont. Segons el cens del 2000 tenia 823 habitants.

## Demografia
Segons el cens del 2000, Middletown Springs tenia 823 habitants, 331 habitatges, i 237 famílies. La densitat de població era de 13,9 habitants per km².
Dels 331 habitatges en un 31,4% hi vivien nens de menys de 18 anys, en un 61% hi vivien parelles casades, en un 7,9% dones solteres, i en un 28,1% no eren unitats familiars. En el 22,7% dels habitatges hi vivien persones soles el 8,8% de les quals corresponia a persones de 65 anys o més que vivien soles. El nombre mitjà de persones vivint en cada habitatge era de 2,49 i el nombre mitjà de persones que vivien en cada família era de 2,92.
Per edats la població es repartia de la següent manera: un 24,9% tenia menys de 18 anys, un 5,3% entre 18 i 24, un 28,3% entre 25 i 44, un 29,2% de 45 a 60 i un 12,3% 65 anys o més.
L'edat mediana era de 41 anys. Per cada 100 dones de 18 o més anys hi havia 91,9 homes.
La renda mediana per habitatge era de 35.385 $ i la renda mediana per família de 43.750 $. Els homes tenien una renda mediana de 33.214 $ mentre que les dones 25.114 $. La renda per capita de la població era de 18.914 $. Entorn del 10% de les famílies i l'11,8% de la població estaven per davall del llindar de pobresa.